# Earl Palmer

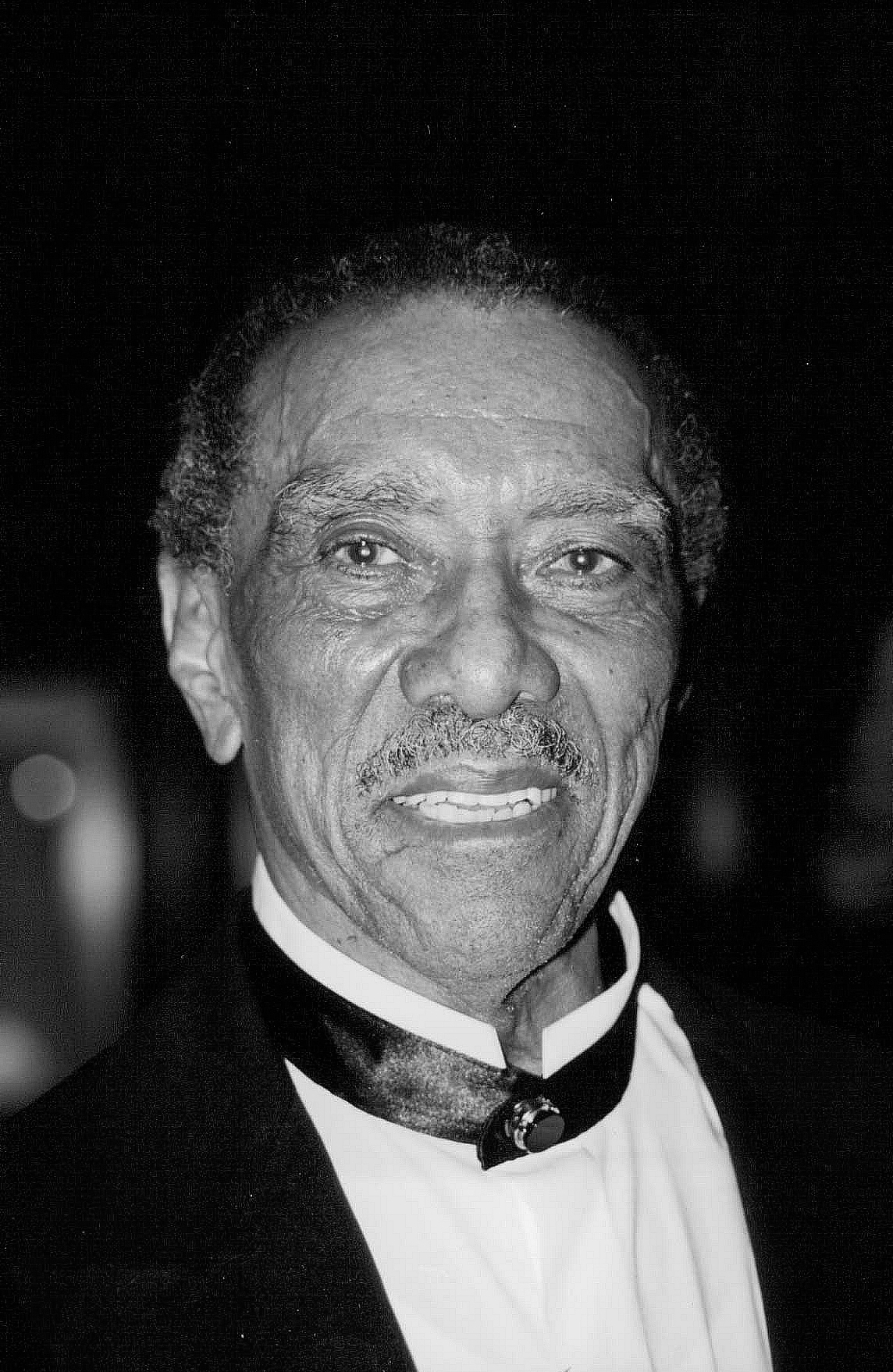
Earl Palmer

Earl C. Palmer (* 25. Oktober 1924 in New Orleans; † 19. September 2008 in Los Angeles) war ein US-amerikanischer Rhythm-and-Blues- und Rock-’n’-Roll-Schlagzeuger.
Bereits im Alter von vier Jahren bekam Palmer als Stepptänzer mit rhythmischen Mustern zu tun. Nur wenig später begann er Schlagzeug zu lernen. Nach seiner Zeit beim Militär schloss er sich 1947 dem Dave Bartholomews Band an. 1949 war er der Drummer auf Fats Dominos erstem Hit The Fat Man und bis 1957 spielte er in den J&M-Studios von Cosimo Matassa auf verschiedenen berühmten Rock-’n’-Roll-Aufnahmen, darunter einige von Little Richard (Tutti Frutti), Lloyd Price (Lawdy Miss Clawdy) und Smiley Lewis (I Hear You Knockin’), aber auch im Bereich des Jazz mit Mouse Bonati. 1957 führte eine Session für Shirley & Lee dann zu einem Job-Angebot von Eddie Mesner, dem Leiter von Aladdin Records.
So kam es, dass Palmer nach Los Angeles zog, wo er auch einige Aufnahmen als Bandleader veröffentlichte, darunter den Song Johnny's House Party, sich ansonsten jedoch weiterhin als Studiomusiker betätigte. Neben seiner Arbeit für Phil Spector (unter anderem bei Ike & Tina Turners River Deep – Mountain High und bei You’ve Lost That Lovin’ Feelin’ von den Righteous Brothers) und Motown spielte er auf Aufnahmen von Frank Sinatra, Ray Charles, Sam Cooke, B. B. King, Eddie Cochran, Johnny Otis, Duane Eddy, Ritchie Valens, Neil Young, Elvis Costello, Bonnie Raitt, Randy Newman, den Monkees, Professor Longhair, Taj Mahal, Van Dyke Parks und Roy Brown.
1999 wurde Palmers Biographie Backbeat: Earl Palmer’s Story veröffentlicht und 2000 wurde er in der Kategorie „Sidemen“ in die Rock and Roll Hall of Fame aufgenommen. Palmer starb 83-jährig am 19. September 2008 in seinem Haus in Los Angeles.
Der Rolling Stone listete Palmer 2016 auf Rang 25 der 100 größten Schlagzeuger aller Zeiten.